# Houston Stevenson
Houston Stevenson (Vancouver, 25 febbraio 1995 – Vancouver, 5 luglio 2022) è stato un attore canadese, conosciuto soprattutto per la partecipazione nei film Descendants 2 e Lei è la mia pazzia (2020), dove interpretò Bruce Kane il principale antagonista. Ruolo ripreso nel sequel del 2021 "Lei è sempre la mia follia".

## Biografia
Houston Stevenson nasce a Vancouver il 25 febbraio 1995, città dove avrà anche modo di crescere. Scopre il suo amore per la recitazione in età molto precoce, e già a dieci anni lavora nella produzione di pellicole cinematografiche. Successivamente, studia e si diploma alla Shawnigan Lake School, e nel frattempo compare in piccoli spettacoli teatrali.
Si allena poi nel recitare con l'acting coach Andy Johnson nel Regno Unito, ottenendo in tempi successivi una borsa di studio per l'American Music Dramatic Academy (AMDA). Partecipa anche all'Ivana Chubbuck Studio di Los Angeles per poi collaborare con il noto produttore cinematografico Kenny Ortega per la produzione di Descendants 2, apparendo successivamente  anche nel terzo capitolo dell'omonima saga.
Nel 2020 interpreta il serial killer Bruce Kane ossessionato da Alison nel film Lei è la mia pazzia in sostituzione con Mason Dye. Nel 2021 riprende il ruolo di Bruce nel sequel Lei è sempre la mia follia e questa volta prende mira la studentessa del liceo Courtney interpretata da Leigha Sinnott.
Muore il 5 luglio 2022 suicida a causa di problemi di depressione, ansia e abuso di alcol. Ad annunciarlo è la madre Ronnie e la sorella Charlye su Instagram.
Dopo il suo decesso, la famiglia ha iniziato a prendere piede nella campagna della prevenzione al suicidio, raccontando la storia di Houston in un sito a lui dedicato (houstonstevenson.com) e creato con lo scopo di raccontare la sua storia e essendo attivi nel sociale.